# Acrophoca longirostris
Acrophoca era un carnivoro focide, vissuto in America meridionale (Perù) nel Pliocene inferiore, che poteva raggiungere una lunghezza di 1,5 m.

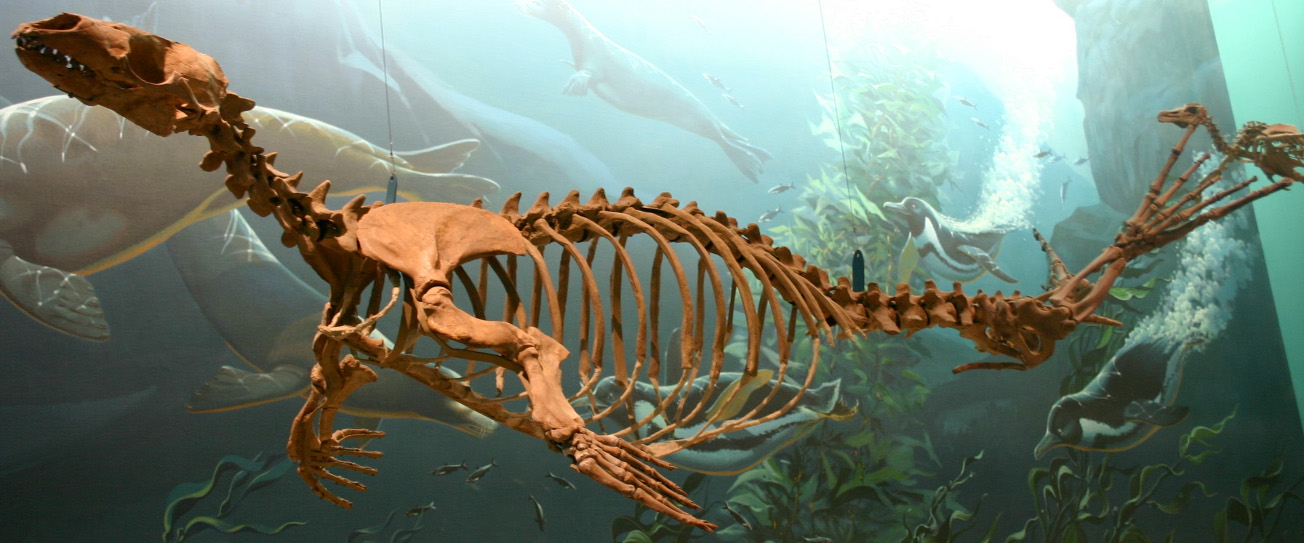
Acrophoca longirostris, Smithsonian National Museum of Natural History.

Acrophoca potrebbe essere stato l'antenato della foca leopardo attuale, Hydrurga leptonyx. Come questa specie, si cibava di pesce, ma sembra che fosse meno adatto alla vita acquatica e passasse molto tempo sulla spiaggia e nelle immediate vicinanze. Le sue pinne non erano ben sviluppate, il collo era più lungo e meno idrodinamico di quello di una foca attuale (assomigliava di più a quello del suo antenato simile alla lontra) e il muso era appuntito.

## Bibliografia

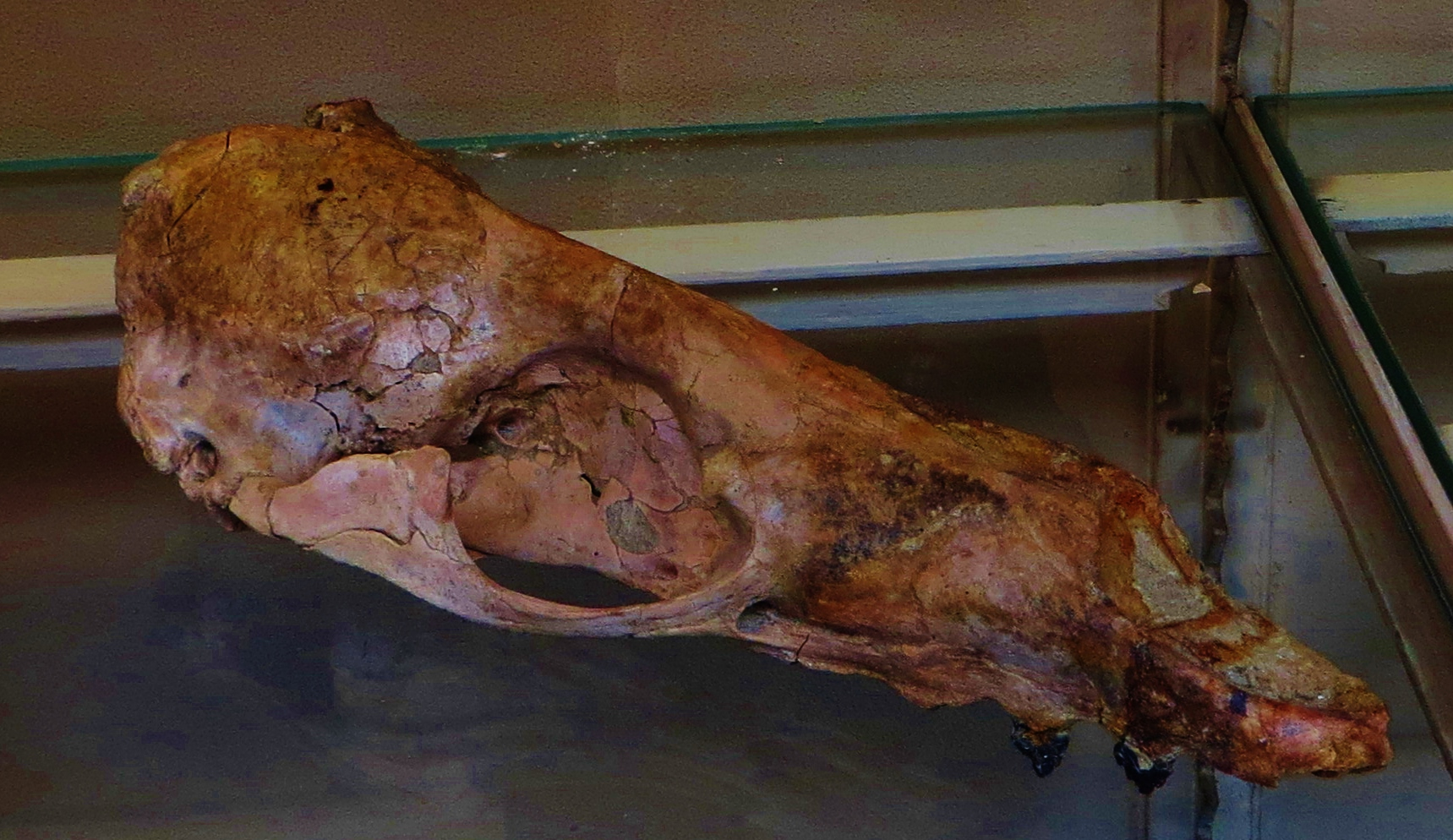
Cranio di Acrophoca longirostris